# Calcio Femminile Chieti
L'Associazione Sportiva Dilettantistica Calcio Femminile Chieti, noto anche come ASD Calcio Femminile Chieti o più semplicemente Chieti, è una società di calcio femminile dilettantistico italiana con sede a Chieti, in Abruzzo. Istituita nel 2010, milita in Serie C, terza serie del campionato italiano femminile di calcio.
I maggiori risultati ottenuti sono il 1º posto in Serie B, conquistato nella stagione 2015-2016, e i quarti di finale nell'edizione 2015-2016 della Coppa Italia di categoria. Nella stagione 2016-2017 ha disputato il campionato di Serie A, retrocedendo al termine della stagione.

## Palmarès
- Campionato italiano di Serie B: 1

2015-16